# Jaderná elektrárna Jablonec nad Nisou
Jaderná elektrárna Jablonec nad Nisou byla plánovaná jaderná elektrárna v Česku. Měla se nacházet v Jablonci nad Nisou v Libereckém kraji na blíže nespecifikovaném místě. Informací o projektu jaderné elektrárny v Jablonci nad Nisou není mnoho, jelikož projekt byl zrušen v rané fázi. Výkon reaktoru měl být zhruba 27 MW a dodat ho měla americká společnost Hyperion.

## Historie a technické informace

### Počátky
Poprvé se nápad na výstavbu kombinovaného jaderného zařízení dodávajícího teplo a elektřinu v tehdejším Severočeském kraji objevil na konci 80. let, kdy bylo plánováno jeho uvedení do provozu okolo roku 2000, ohledně tohoto záměru však není známo téměř nic.

### 21. století
V roce 2009 byl představen plán na výstavbu miniaturního reaktoru Hyperion Power Module od americké společnosti Hyperion. Záměr byl takový, že reaktor nahradí centrální zásobování teplem a výtopny na plyn a topný olej. Reaktor měl dodávat teplo a elektřinu do Jablonce a Liberce, celkem až pro 150 tisíc lidí. Dalším důvodem pro výstavbu reaktoru byla velmi vysoká cena tepla, která byla nadprůměrná oproti zbytku země. Výstavba reaktoru měla podle vedení města Jablonec začít nejdříve v roce 2012, ačkoliv toto tvrzení označila Dana Drábová za příliš ambiciózní s tím, že by se reaktor mohl postavit až po roce 2020. V roce 2010 se očekávalo, že reaktor bude uveden do provozu v roce 2023.
Plány na výstavbu jaderného reaktoru v Jablonci však přestaly být diskutovány.

### Popis reaktoru
Reaktor Hyperion je téměř bezobslužný reaktor, který je řízen bez regulačních tyčí, pouze tepelným rozkladem hydridu uranu. Byl navržen pro středně velké město a umožňoval dodávat teplo i elektřinu. Reaktor měl být dodán jako jeden modul, který se posléze uloží do země a je provozován několik let bez výměny paliva. Životnost reaktoru měla být 20 až 30 let, než by byla nutná jeho obnova. Očekávanou výhodou byla ekonomičnost provozu a malé nároky na technické a kvalifikační zázemí u provozovatele. Modul reaktoru byl považován za reaktor čtvrté generace. Podle společnosti Hyperion jde o bezpečné zařízení, ve kterém nemůže dojít k samovolné reakci. Elektrárna, respektive její štěpné produkty, nemohou být použity ani jako základ pro jadernou zbraň.

## Informace o reaktorech
| Reaktor              | Typ reaktoru | Výkon | Výkon | Zahájení výstavby | Připojení k síti  | Uvedení do provozu | Uzavření |
| Reaktor              | Typ reaktoru | Čistý | Hrubý | Zahájení výstavby | Připojení k síti  | Uvedení do provozu | Uzavření |
| -------------------- | ------------ | ----- | ----- | ----------------- | ----------------- | ------------------ | -------- |
| Jablonec nad Nisou-1 | HPM G4M      |       | 27 MW | 2012              | Plánování zrušeno | Plánování zrušeno  |          |